# Bistrenci
Bistrenci (makedonska: Бистренци) är en ort i Nordmakedonien. Den ligger i kommunen Negotino, i den centrala delen av landet, 90 kilometer sydost om huvudstaden Skopje. Bistrenci ligger 114 meter över havet och antalet invånare är 364.